# Comuna Lopătari, Buzău
Lopătari este o comună în județul Buzău, Muntenia, România, formată din satele Brebu, Fundata, Lopătari (reședința), Luncile, Pestrițu, Plaiu Nucului, Ploștina, Potecu, Săreni, Terca și Vârteju.
Se află în depresiunea omonimă  de la poalele Dealului Bocu (Subcarpații Buzăului) și la nord-est de Culmea Ivănețu, pe cursul superior al râului Slănic.

## Așezare
Comuna se află pe cursul superior al râului Slănic, în zona montană. Comuna este traversată de șoseaua județeană DJ203K, ce o leagă spre est și sud, de-a lungul râului Slănic, de Mânzălești, Cernătești și mai departe de Mărăcineni (lângă Buzău, la 56 km); și spre vest, pe un traseu dificil și puțin practicabil, de Gura Teghii. Altitudinea maximă este în vârful Furu Mare, la 1.414 m.

## Demografie
Componența etnică a comunei Lopătari
     Români (90,66%)
     Alte etnii (0,33%)
     Necunoscută (9%)
Componența confesională a comunei Lopătari
     Ortodocși (90,73%)
     Alte religii (0,1%)
     Necunoscută (9,17%)
Conform recensământului efectuat în 2021, populația comunei Lopătari se ridică la 2.999 de locuitori, în scădere față de recensământul anterior din 2011, când fuseseră înregistrați 4.242 de locuitori. Majoritatea locuitorilor sunt români (90,66%), iar pentru 9% nu se cunoaște apartenența etnică. Din punct de vedere confesional, majoritatea locuitorilor sunt ortodocși (90,73%), iar pentru 9,17% nu se cunoaște apartenența confesională.

## Politică și administrație
Comuna Lopătari este administrată de un primar și un consiliu local compus din 13 consilieri. Primarul, Claudiu Constantin[*], de la Alianța Dreapta Unită, este în funcție din octombrie 2020. Începând cu alegerile locale din 2024, consiliul local are următoarea componență pe partide politice:
|  | Partid                          | Consilieri | Componența Consiliului | Componența Consiliului | Componența Consiliului | Componența Consiliului | Componența Consiliului |
|  | ------------------------------- | ---------- | ---------------------- | ---------------------- | ---------------------- | ---------------------- | ---------------------- |
|  | Partidul Social Democrat        | 5          |                        |                        |                        |                        |                        |
|  | Alianța Dreapta Unită           | 5          |                        |                        |                        |                        |                        |
|  | Partidul Național Liberal       | 2          |                        |                        |                        |                        |                        |
|  | Alianța pentru Unirea Românilor | 1          |                        |                        |                        |                        |                        |

## Istorie
La sfârșitul secolului al XIX-lea, comuna Lopătari făcea parte din plaiul Slănic al județului Buzău, și era formată din cătunele Brebu, Chiorăști, Clajna, Jurubești-Lopătari și Luncile (ultimul cu subdiviziunile Runcuri și Terca), având în total 1250 de locuitori ce trăiau în 309 case. În comună funcționau 22 de fierăstraie pe râul Slănic, o școală cu 37 de elevi și o biserică. Satele Plaiu Nucului și Ploștina făceau pe atunci parte din comuna Goidești, iar satul Săreni făcea parte din comuna Mânzălești. În 1925, comuna era formată din satele Brebu, Chiăști, Jurubești, Lopătari, Luncile și Terca.
În 1950, comuna a fost inclusă în raionul Cărpiniștea din regiunea Buzău și apoi (după 1952) în raionul Buzău din regiunea Ploiești. În 1968, comuna a căpătat componența actuală, fiind arondată județului Buzău.

## Monumente istorice
Trei obiective din comuna Lopătari sunt incluse pe lista monumentelor istorice din județul Buzău, toate ca monumente de arhitectură de interes local. Toate se află în satul Lopătari și datează de la începutul secolului al XX-lea: casa Constantin Roșioru, casa Gh. Crăciun și casa Ionică Stemate.

## Personalități
- Casian Crăciun, membru al Sfântului Sinod al BOR și arhiepiscop al Arhiepiscopiei Dunării de Jos
- Costel Vînătoru, cercetător (Banca de Resurse Genetice Vegetale Buzău)
- Clemența Beșchea-Stănescu, autoare de cărți pentru copii
- Eugeniu Văduva, preot și publicist[3]